# Lasioptera hieronymi
Lasioptera hieronymi är en tvåvingeart som först beskrevs av Weyenergh 1875.  Lasioptera hieronymi ingår i släktet Lasioptera och familjen gallmyggor. Inga underarter finns listade i Catalogue of Life.